# The Jim Henson Company

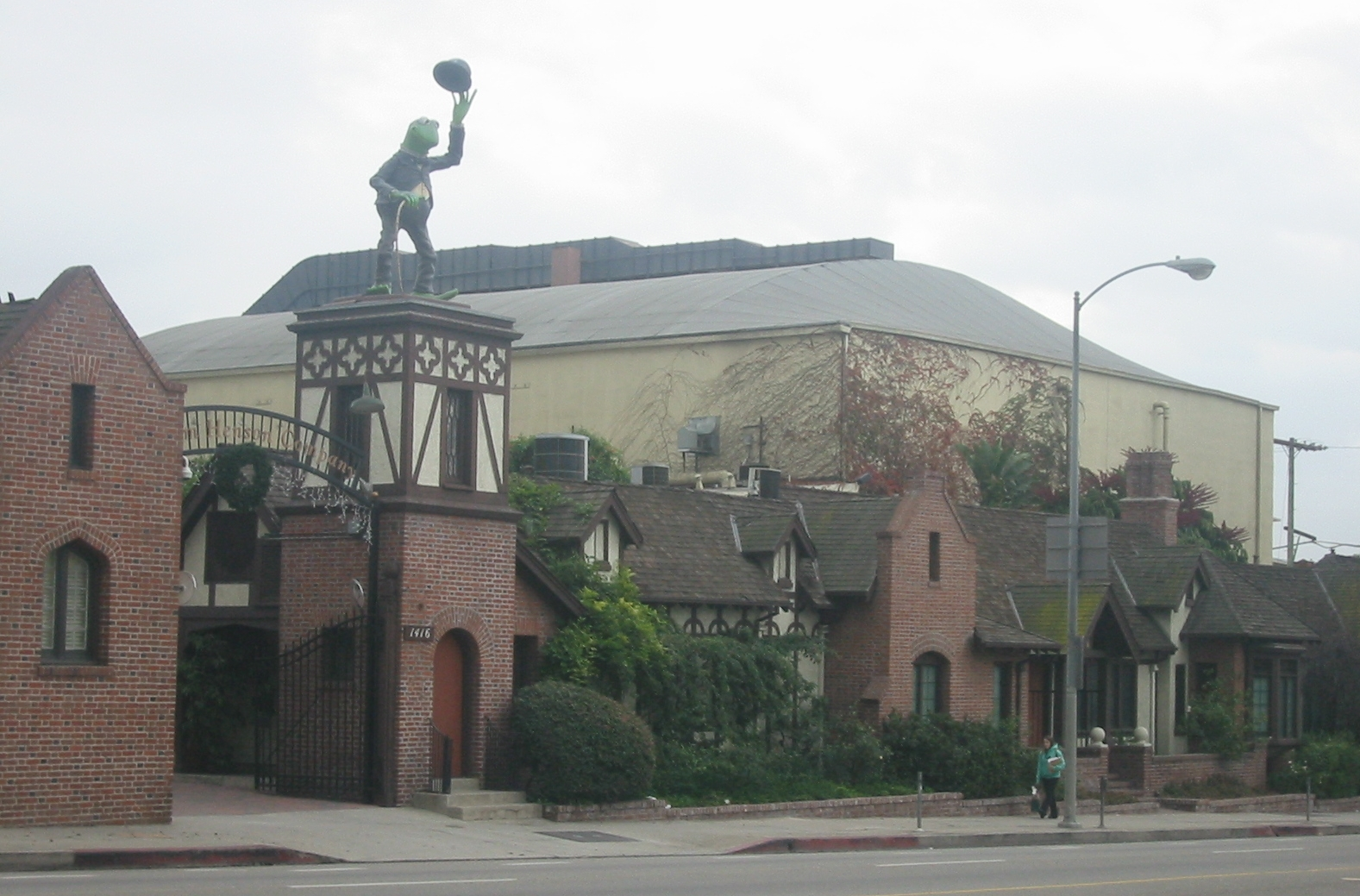
Jim Henson Company in Los Angeles

The Jim Henson Company is een Amerikaanse onderneming uit de entertainment-sector. De basis van het bedrijf ligt oorspronkelijk bij het dochterbedrijf Muppets, Inc, dat in 1958 werd opgericht door poppenspeler Jim Henson. Het bekendste product van het bedrijf zijn The Muppets. Verder bestaat het bedrijf nog uit Jim Henson's Creature Shop, wat zich richt op animatronics en visuele effecten.
Muppets inc. werd in 1958 opgericht door Jim Henson en Jane Henson drie jaar na Sam and Friends werd ontwikkeld. Tot 1969 richtte het bedrijf zich vooral op de creatie van karakters voor reclamespots, variété en een aantal films. In 1969 startte het bedrijf met de ontwikkeling van personages voor de kinderserie Sesame Street.
Tussen 1969 en 1976 ging het minder goed met het bedrijf: vele voorstellen werden verworpen door de belangrijke Amerikaanse televisiezenders, en sommige kwamen niet verder dan niet-uitgezonden pilots. Dit veranderde in 1976 met de befaamde The Muppet Show. Oorspronkelijk bezat de Britse zender ITC de rechten op het format, maar deze werden later overgenomen door Jim Henson.
Begin jaren tachtig richtte Jim Henson het bedrijf Jim Henson's Creature Shop op. In deze studio werden karakters ontwikkeld voor onder andere The Storyteller, Farscape, Dinosaurs, The Dark Crystal, Labyrinth, Fraggle Rock en The Jim Henson Hour.
In 1990 had The Walt Disney Company interesse om het bedrijf over te nemen, maar Jim Henson stierf in de week dat het contract getekend zou worden. Zijn familie besliste dat deze deal niet doorging. Hier kwam zelfs een rechtszaak van.
In 1999 richtte het bedrijf in samenwerking met Hallmark twee kabelzender op: The Kermit Channel en Odyssey Network, wat later werden hernoemd naar Hallmark Channel.
In 2000 besloten de kinderen van Jim Henson om het bedrijf te verkopen aan het Duitse EM.TV. In 2001 werd het weer te koop aangeboden omwille van aanhoudende financiële problemen. In 2003 kochten de kinderen van Jim Henson het bedrijf terug., maar in 2004 verkocht de familie de rechten van The Muppets en enkele andere figuren aan The Walt Disney Company. Sindsdien zijn de rechten van het Muppet-trademark en de naam Muppet exclusief voorbehouden voor Disney.